# Элита-центр
«Элита-Центр» (укр. Еліта-центр) — бывшая строительная компания Украины, начавшая строительства домов в Киеве. Впоследствии её действия оказались одними из самых громких и крупномасштабных строительных афер на Украине.

## Суть аферы
Киевская инвестиционно-строительная компания «Элита-Центр» в начале 2000-х годов предлагала на выгодных условиях принять паевое участие в строительстве жилых домов в Киеве. Стоимость одного квадратного метра жилплощади в такой квартире начиналась от 3025 гривен, при полной оплате стоимости жилища предлагалась скидка 3 %. Первый жилой дом планировали к сдаче в 2006 году, всего планировалось сдать около 1200 квартир. Ряд организаций начал выдавать кредиты гражданам для участия в паевом строительстве, многие из вкладчиков брали необходимые суммы денег в кредит или продавали своё имущество. В среднем принять участие в паевом строительстве захотело около двух тысяч человек.
Были начаты строительства крупных многоэтажных домов, но ни одно из них не было доведено до конца. Со временем выяснилось что в реальности строительство квартир никто не вёл, кроме того были зафиксированы факты двойной а то и тройной продажи квартир в недостроенных домах.

## Организатор аферы
В 2006 году было открыто уголовное дело по факту мошенничества. Организатором аферы был хозяин компании Александр Волконский который являлся гражданином России, выяснилось что его настоящее имя Александр Шахов. Он бежал за границу но в 2007 году был задержан в Швейцарии и в 2008 депортирован на территорию Украины, где был помещен в Лукьяновское СИЗО на время следствия. Его обвиняли в присвоении чужих средств по статье 191 уголовного кодекса Украины.
Во время пребывания под следствием Волконский (Шахов) не признал свою вину, не стал сотрудничать со следствием и пытался всячески запутать следствие.
В середине апреля 2016 года Волконский (Шахов) который всё это время находился в СИЗО, был выпущен по «Закону Савченко» (согласно которому год в СИЗО идёт за два), он пробыл в изоляторе под следствием 7,5 лет, но по закону Савченко их засчитали как 15 лет, его адвокаты заявили что он находясь в СИЗО отбыл всё наказание которое предусмотрено за совершенние таких преступлений. Суд назначил ему залог, однако, залог он так и не выплатил, за что суд назначил ему круглосуточный домашний арест, на него надели специальный электронный браслет который показывал его местоположение. В июле 2016 году Волконский (Шахов) сорвал с себя браслет и сбежал, его объявили в розыск.

## Последствия аферы
В 2013 году главное следственное управление Министерства внутренних дел Украины завершило дополнительное расследование уголовного дела против организатора Волконского (Шахова). Общая сумма, которую получили мошенники от граждан, оценивается более чем в 400 млн грн, по делу обеспечено возмещение ущерба на сумму более 90 млн гривен.
Киевская городская власть попыталась уладить конфликт. В 2011 году первые 150 пострадавших получили квартиры.
Компания «Киевгорстрой» в 2014 году передала 235 квартир площадью свыше 16 тысяч кв. м. пострадавшим от аферы Элита-Центра.
Так же было решено арестовать земельные участки Элита-Центра.
Обманутые вкладчики обратились в милицию, администрацию Киева и к правительству Украины. Было даже создано объединение вкладчиков Элита-Центра, которое зимой 2008 года объявило голодовку возле здания администрации президента Украины, чтобы привлечь к своей проблеме внимание.
Многие из пострадавших до сих пор безуспешно ждут свои квартиры.